# Thomas Leverton
 (mars 2024).
Si vous disposez d'ouvrages ou d'articles de référence ou si vous connaissez des sites web de qualité traitant du thème abordé ici, merci de compléter l'article en donnant les références utiles à sa vérifiabilité et en les liant à la section « Notes et références ».
Pour les articles homonymes, voir Leverton.
Thomas Leverton est un architecte anglais, né à Woodford, anciennement dans l'Essex, aujourd'hui dans le Grand Londres, en 1743, et mort à Londres le 23 septembre 1824.

## Biographie
Il est né à Woodford, anciennement dans le comté d'Essex, aujourd'hui dans le Grand Londres, mais il est baptisé à Waltham Abbey le 11 juin 1743. Il est le fils de Lancelot Leverton, un constructeur de bâtiments. Il apprend le métier auprès de son père, puis acquiert les compétences de l'architecture avec l'aide de mécènes. Il construit en 1772 la maison du no 65 Lincoln's Inn Fields pour Henry Kendall qui l'aide dans sa formation d'architecte. En retour, Leverton prend son fils, Henry Edward Kendall (en) comme élève.

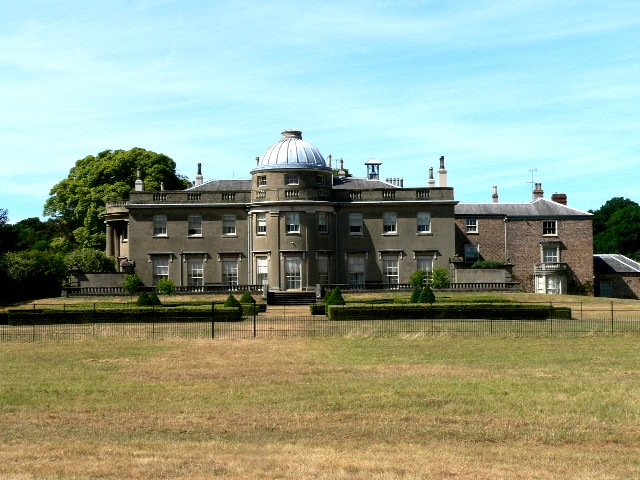
Scampston Hall

Il construit des maisons à Londres et à la campagne, dont Watton Wood Hall (maintenant Woodhall Park), Hertfordshire, construit en 1777-1782 pour Thomas Rumbold (en), qui comprend une salle décorée dans le style étrusque. En 1780, il conçoit Plaistow Lodge (maintenant Quernmore School) pour Peter Thellusson à Bromley, Kent, dans un style inspiré des frères Adam. Entre 1795 et 1801, il intervient à Scampston Hall (en) près de Malton, Yorkshire, à la demande de William Thomas pour modifier le château dans le style Regency. D'autres bâtiments réalisés par Thomas Leverton sont maintenant démolis, comme Woodford Hall, Essex, construit en 1775, pour William Hunt, et Riddlesworth Hall, Norfolk, construit en 1792 pour Silvanus Bevan III.

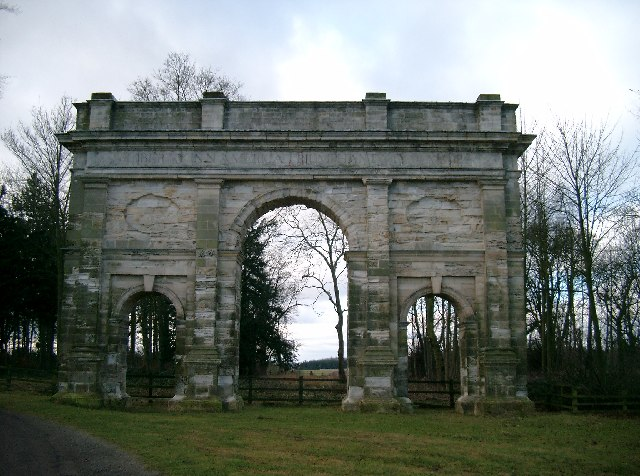
L'arc de triomphe de Parlington Hall.

Il construit dans les parterres de Parlington Hall (en), Yorkshire, un arc de triomphe à la demande de Thomas Gascoigne, 8e baronnet (en), qui était favorable à l'indépendance américaine, en commémoration de la victoire américaine dans la guerre d'indépendance. Thomas Leverton expose les plans à la Royal Academy en 1781.
On lui a parfois attribué la conception de Bedford Square (1775–1780) à Londres mais cela reste incertain. Il a conçu au moins quelques-uns des intérieurs (aux no 1, 6, 10), y compris le no 13, où il a vécu à partir de 1795.
Sa réussite principale réside dans la conception d'innovation d'intérieurs de petites dimensions. Décrivant son travail à Woodhall Park, Nikolaus Pevsner dit que les intérieurs de Leverton "ont un style qui lui est propre, différent de celui des Adam ou de Chambers, ou de Holland", le caractère ressort le plus clairement dans l'escalier à couloir central, "décoré avec profusion mais très délicatement avec du plâtre à la manière antique ".
Thomas Leverton est géomètre-expert (surveyor) à la Worshipful Company of Grocers (en) de Londres, pour qui il construit une nouvelle salle, achevée en 1802. C'est un bâtiment en briques avec des parements en pierre. Les fondations se sont avérées insuffisantes et, en 1814, des fissures se développent dans le bâtiment. Il est également arpenteur des théâtres royaux de Londres et de la Société d'assurance incendie Phœnix, de Londres, pour laquelle il construit des bureaux à Lombard Street, vers 1787, et une caserne de pompiers à Charing Cross, toutes les deux démolies.
Il succède à John Marquand comme architecte du département des revenus fonciers des domaines de la Couronne. À ce titre, avec son élève Thomas Chawner, il présente un plan pour l'amélioration de la propriété de la Couronne de Marylebone Park Farm (maintenant Regent's Park) en juillet 1811, mais ce sont les plans de John Nash qui sont préférés.
Il expose à la Royal Academy de 1777 à 1803.
Il est juge de paix pour Westminster, Middlesex, Surrey et Kent.
Il est mort dans son appartement du no 13 Bedford Square, Londres, le 23 septembre 1824. Il est enterré à Waltham Abbey, où un monument réalisé par Kendrick est érigé à sa mémoire. Son frère Lancelot et son fils Henry y sont aussi enterrés.

## Famille
Il est marié deux fois, la première fois en 1766, puis en 1803 avec Rebecca Craven de Blackheath. Son unique fils est mort avant lui. Sa nièce se marie à un de ses élèves, James Donaldson. Elle est la mère de Thomas Leverton Donaldson, professeur d'architecture à l'Université de Londres.

## Source
- (en) Cet article est partiellement ou en totalité issu de l’article de Wikipédia en anglais intitulé « Thomas Leverton » (voir la liste des auteurs).